# Краснодар-Сортувальний
Краснодар-Сортувальний (рос. Краснодар-Сортировочный) — вантажопасажирська залізнична станція Північно-Кавказької залізниці, розташована в місті Краснодар. Одна з трьох великих залізничних станцій міста.

## Приміське сполучення
По станції щодня проходить 14 приміських електропоїздів.